# اکسایش-کاهش
کاهش

اکساینده + e– ⟶ فرآورده

(بدست آوردن الکترون‌ها) (کاهیدن عدد اکسایش)

اکسایش

فرآورده ⟶ کاهنده + e–

(ازدست دادن الکترون‌ها) (افزودن عدد اکسایش)
اُکسایش و کاهش (به انگلیسی: reduction–oxidation acronym as redox) نام کلی واکنش‌های شیمیایی است که مایه تغییر عدد اکسایش اتم‌ها می‌شوند. شمار الکترون‌های یون در کاهش، افزایش می‌یابد و در اکسایش، کاهش می‌یابد.

## تعریف
اُکسایش و کاهش می‌تواند دربرگیرنده واکنش‌های ساده‌ای همچون اکسایش کربن و تبدیل آن به کربن دی‌اکسید و کاهش کربن و تبدیل آن به متان یا واکنش‌های پیچیده‌ای چون اکسایش قند در بدن انسان طی واکنش‌های چند مرحله‌ای باشد.
با کمی اغماض علمی می‌توان این فرایند را انتقال یک یا چند الکترون از یک اتم، مولکول یا یون به یک اتم، مولکول یا یون دیگر دانست. در هر واکنش اکسایش و کاهش اتم یا مولکولی الکترون از دست می‌دهد (اکسایش) و اتم یا مولکولی دیگر الکترون جذب می‌کند (کاهش) می‌یابد. در چنین واکنشی مولکول دهنده الکترون اکسید شده و مولکول گیرنده الکترون کاهیده می‌شود. در واقع تعریف ابتدایی اکسایش واکنش یک ماده با اکسیژن و ترکیب شدن با آن بوده‌است، اما با کشف الکترون اصطلاح اکسایش دقیق‌تر تعریف شد و کلیه واکنش‌هایی که طی آن ماده‌ای الکترون از دست می‌دهد اکسایش نامیده شدند. اتم اکسیژن می‌تواند در چنین واکنشی شرکت داشته یا نداشته باشد.
در اثر اکسایش عدد اکسایش معمولی یک اتم یا اتم‌های یک مولکول در پی حذف الکترون‌ها افزایش می‌یابد.
برای نمونه آهن (II) می‌تواند به آهن (III) اکسید شود.
-Fe2+ → Fe3+ + e

## عامل اکسنده و عامل کاهنده
اکسایش و کاهش به تنهایی انجام پذیر نیستند. چون یک ماده نمی‌تواند کاهیده شود مگر آن که هم‌زمان ماده‌ای دیگر، اکسیده گردد، ماده کاهیده شده، عامل اکسایش است و بنابراین عامل اکسنده نامیده می‌شود و ماده‌ای که خود اکسید می‌شود، عامل کاهنده می‌نامیم. همچنین در هر واکنش، مجموع افزایش اعداد اکسایش برخی عناصر، باید برابر مجموع کاهش شماره اکسایش عناصر دیگر باشد. برای نمونه در واکنش «گوگرد» و اکسیژن، افزایش شماره اکسایش گوگرد، ۴ است. کاهش شماره اکسایش، ۲ است، چون دو اتم در معادله شرکت دارد، کاهش همه ۴ است. 

## موازنه واکنش‌های اکسایش و کاهش

سدیم و فلوئور به صورت یونی به یکدیگر متصل می‌شوند و سدیم فلورید را تشکیل می‌دهند. سدیم الکترون ظرفیت خود را از دست می‌دهد تا یک آرایش الکترونی پایدار برسد و این الکترون به لایه آخر اوربیتالی اتم فلوئور اضافه می‌شود. سپس یون‌های با بار مخالف به سمت یکدیگر جذب می‌شوند. در این واکنش سدیم اکسید می‌شود و فلوئور کاهش می‌یابد.

واژهٔ اکسایش، ابتدا در مورد واکنش‌هایی به کار گرفته می‌شد که در آنها مواد با اکسیژن ترکیب می‌شدند، و کاهش نیز به صورت حذف یک اکسیژن از یک ترکیب اکسیژن دار تعریف می‌شد. اما معنی این واژه‌ها به تدریج گسترش یافت. امروزه، اکسایش و کاهش، بر مبنای تغییر عدد اکسایش تعریف می‌شوند. اکسایش فرایندی است که در آن عدد اکسایش یک اتم افزایش می‌یابد و کاهش فرایندی است که در آن عدد اکسایش یک اتم کاهش می‌یابد، اکسایش گرمازا و و کاهش گرماگیر است. برای مثال در واکنش زیر اتم S اکسیده شده (پس کاهنده‌است) و اتم O کاهیده شده (پس اکسنده‌است) است. چون که عدد اکسایش اتم S از صفر به ۴+ و عدد اکسایش اتم O از صفر به ۲- تغییر کرده‌است.

و همچنین واکنش زیر شامل اکسایش - کاهش نیست، چونکه عدد اکسایش هیچ اتمی تغییر نکرده‌است: 
معمولاً موازنه واکنش‌هایی که شامل اکسایش - کاهش که کاکس نامیده می‌شود، دشوارتر از موازنهٔ واکنش‌هایی است که شامل اکسایش - کاهش نیست.
برای موازنهٔ واکنش‌های اکسایش - کاهش از دو روش متداول استفاده می‌شود:
1. روش یون - الکترون
2. روش عدد اکسایش

## روش یون - الکترون
1. معادله را به دو معادلهٔ جزئی تقسیم می‌کنیم. اتم‌هایی را که عدد اکسایش خود را در هر یک از معادله‌های جزئی تغییر می‌دهند، موازنه می‌کنیم.
2. اتم‌های O و H را در هر یک از معادله‌های جزئی موازنه می‌کنیم.

- برای واکنشهایی که در محلول اسیدی انجام می‌شوند:

الف) برای اتم O مورد نیاز، یک {\displaystyle H_{2}O} به آن طرف معادلهٔ جزئی که کمبود O دارد، اضافه می‌کنیم.
ب) و H را هم با افزودن {\displaystyle H^{+}}، موازنه می‌کنیم.
- برای واکنش‌هایی که در محلول بازی انجام می‌شوند:

الف) برای هر اتم O مورد نیاز، یک {\displaystyle H_{2}O} به آن طرف معادلهٔ جزئی که کمبود O دارد اضافه می‌کنیم.
ب) به ازای هر اتم H مورد نیاز، یک {\displaystyle H_{2}O} به آن طرف معادلهٔ جزئی که کمبود H دارد اضافه می‌کنیم و یک {\displaystyle OH^{-}} نیز در سمت مقابل قرار می‌دهیم.
1. به هر یک از معادله‌های جزئی الکترون اضافه می‌کنیم تا بار خالص در سمت چپ معادله با بار خالص در سمت راست معادله برابر شود.
2. در صورت لزوم یکی یا هر دو معادلهٔ جزئی را در عددی ضرب می‌کنیم تا تعداد الکترون‌های گرفته شده درمعادله جزئی دیگر برابر شود.
3. معادله‌های جزئی را با هم جمع می‌زنیم، همچنین عبارت‌های مشترک در دو طرف معادله نهایی را حذف می‌کنیم.

### مثال
واکنش زیر را که در محلول اسیدی انجام می‌شود را موازنه می‌کنیم:
- معادله را به دو معادلهٔ جزئی تقسیم می‌کنیم و اتم‌های را در هر کدام موازنه می‌کنیم:

- اولین معادلهٔ جزئی را می‌توان با افزودن {\displaystyle 4H_{2}O} به سمت راست و {\displaystyle 8H^{+}} به سمت چپ، موازنه کرد. در معادلهٔ جزئی دوم باید {\displaystyle 10H_{2}O} به سمت چپ اضافه شود تا تعداد اکسیژن موازنه شود و همچنین با اضافه کردن {\displaystyle 8H^{+}} به سمت راست، تعداد هیدروژن هم موازنه می‌شود:

- حال بار الکتریکی خالص را در طرفین موازنه می‌کنیم:

- اولین معادله را در ۸ و دومی را در ۵ ضرب می‌کنیم:

- حالا معادله‌ها را با هم جمع می‌زنیم و عبارت‌های مشترک را در دو طرف، حذف می‌کنیم :

{\displaystyle 24H^{+}+18H_{2}O+5As_{4}O_{6}+8MnO_{4}^{-}\to 20H_{3}AsO_{4}+8Mn^{2+}}

## روش عدد اکسایش
در روش عدد اکسایش برای موازنه کردن واکنش‌های اکسایش - کاهش، سه مرحله وجود دارد. معادلهٔ واکنش نیتریک اسید و هیدروژن سولفید را برای نمایش این روش به کار می‌گیریم. معادلهٔ واکنش موازنه نشده به قرار زیر است:
1. عدد اکسایش اتم‌ها را برای شناسایی اتم‌هایی که دست‌خوش اکسایش - کاهش می‌شوند، تعیین می‌کنیم؛ که به این ترتیب نیتروژن کاهیده شده (زیرا سه الکترون به دست آورده) و

عامل اکسنده است زیرا باعث جدا شدن الکترون از اتم دیگر می‌شود و گوگرد اکسیده شده (زیرا ۲ الکترون از آن کنده شده‌است) است و عامل کاهنده است زیرا باعث جذب الکترون توسط اتم دیگر می‌شود.
1. ضرایب به گونه‌ای اضافه می‌شوند که کاهش کل و افزایش کل در عدد اکسایش برابر شود. افزایشی برابر با ۲ و کاهشی برابر با ۳ داریم که در معادلهٔ موازنه نشده آمده‌است. کوچک‌ترین حاصلضرب مشترک ۳ و ۲ عدد ۶ است. در نتیجه {\displaystyle 2HNO_{3}} و {\displaystyle 2NO} (برای کاهش کل ۶) و {\displaystyle 3H_{2}S} و {\displaystyle 3S} (برای افزایش کل ۶) به کار می‌گیریم:

توجه داریم که اکنون هشت اتم هیدروژن در سمت چپ معادله داریم. با قرار دادن {\displaystyle 4H_{2}O} در سمت راست، می‌توان به همان تعداد اتم H رسید: